# Нассак (бриллиант)

Схема огранки алмаза из Нассака.

«Нассак» — один из немногих бриллиантов исторической значимости, по сей день находящихся в частных руках. Вес камня в настоящее время равен 43,8 каратам.
Бриллиант был захвачен англичанами в качестве трофея в ходе англо-маратхских войн (вероятно, в 1817 году). Как и про многие другие алмазы, про него рассказывали, что он на протяжении столетий украшал статую Шивы в Нассаке, или Нашике. Впоследствии камень поступил во владение Роберта Гровенора, 1-го маркиза Вестминстера, который велел вправить его в эфес своей шпаги.
В 1927 году камень попал в США, где получил изумрудную огранку. В настоящее время в частной собственности Лидса в США.

## Источник
- The Court. Mayers, Osterwald & Muhlfeld v. Bendler (англ.). — Court of Customs and Patent Appeals Reports[англ.]. — United States Court of Customs and Patent Appeals, 1930. — Vol. 18. — P. 117—125.